# South-Tyrol Eagles
Le South-Tyrol Eagles o Aquile del Sud Tirolo (come sono spesso indicate sulla stampa) sono una squadra di hockey su slittino altoatesina. Si tratta di una sezione del Gruppo Sportivo Disabili Alto Adige. Pur avendo la polisportiva sede a Campodazzo, frazione di Renon, gioca i suoi incontri casalinghi ad Egna. Gli allenamenti si tengono sempre ad Egna.

## Storia
La sezione è stata fondata nel 2003, e dal 2004 ha sempre disputato il campionato italiano di hockey su slittino, vincendolo per quindici volte (cinque consecutive, dal 2007-2008 al 2011-2012 e poi dieci dalla stagione 2013-2014 alla stagione 2022-2023).

## Palmarès
- Campionati italiani: 17

2007-2008
2008-2009
2009-2010
2010-2011
2011-2012
2013-2014
2014-2015
2015-2016
2016-2017
2017-2018
2018-2019
2019-2020
2020-2021
2021-2022
2022-2023
2023-2024
2024-2025
- Coppa Italia/Trofeo Andrea Chiarotti: 5

2018
2019-2020
2020-2021
2021-2022
2022-2023

## Roster 2023/2024

### Portieri
- 1  Rupert Kanestrin
- 82  Julian Kasslatter
- 91  Mattia Desilvestro

### Difensori
- 6  Gian Luca Cavaliere
- 2  Alex Enderle
- 84  Stefan Kerschbaumer
- 4  Matteo Remotti Marnini
- 3  Gianluigi Rosa

### Attaccanti
- 93  Silvano Boneccher
- 62  Christoph Depaoli
- 96  Johannes Paul Huber
- 10  Stephan Kaffman
- 11  Nils Larch
- 5  Florian Planker
- 9  Manuel Rigoni
- 46   Manuel Kehrer
- 25  Francesco Torella
- 7  Werner Winkler

### Allenatore
- Franco Comencini